# القناة الموريتانية الثانية
القناة الموريتانية الثانية هي قناة تلفزيونية فضائية موريتانيّة تأسست بعد أن أعلنت الحكومة الموريتانية في 15 أكتوبر 2005 عَن قناة جديدة سمّتها بهذا الإسم وهي قناة أرضية تتمثل مهمتها في اشراك مختلف الثقافات الموجودة في موريتانيا وخاصة ثقافة الزنوج؛ إذ تخصص هذه القناة للبرامج التي تبث بلغاتهم الثلاثة (الولفية، البولارية، السونوكية).

## الانطلاقة
انطلقت القناة الثانية بالفعل في نهاية أغسطس 2007 بعيد الفترة الانتقالية للمجلس العسكري للعدالة والديمقراطية، كجزء مكمل للنواقص الملاحظة –كما يرى القائمون عليها- على مستوى القناة الأولى، وبخاصة فيما يتعلق بتلبية رغبات شريحة الشباب، وذلك من خلال محاولتها التركيز على البرامج الشبابية، وتغطية البطولات الرياضية المختلفة، إضافة إلى تهيئة الساحة لمواكبة التطورات المتسارعة لتحرير الفضاء السمعي البصري.
وتُبَث القناة الثانية أرضيًا، داخل ولايات موريتانيا، وعدد من المقاطعات، وتركز اهتمامها على المواضيع التي تمس حياة المواطنين، وقد وسعت مجال البث المخصص للغات الوطنية (الولوفية، البلارية، الصونوكية) إلى حوالي ثلث مسافة البث اليومي، وهو في مجمله برامج توجيهية.
يبدأ بث القناة كل يوم الساعة الثانية زوالا، ويستمر إلى غاية الواحدة بعد منتصف الليل، ويلتحم بثها مع القناة الفضائية الموريتانية في مواعيد الأخبار الرئيسية  الثامنة 20H (النشرة المفصلة بالعربية) والساعة 21H30M (النشرة المفصلة بالفرنسية).
وبدأت القناة الثانية على حساب موارد التلفزة الموريتانية، بما في ذلك التجهيزات الفنية والطاقم البشري، وتملك (القناة الثانية) استيديوهين قابلين لحمل خلفيات متعددة، مجهزين بكاميرات ثابتة وغرفة تحكم واحدة، ويسهر على إنتاج وتنشيط برامجها طاقم صحفي وفني من الشباب.

## أهم البرامج
من أهم برامج القناة الثانية:
1. برنامج مساء الخير: يبث مباشرة كل يوم ما عدا يوم الأربعاء، ويتناول قضايا محلية مختلفة تمس شتى جوانب الحياة اليومية للمواطنين.
2. برنامج الشباب: ويبث كل يوم الأربعاء ابتداء من الساعة الثالثة، ويتم تقديمه جماعيا من طرف أربعة شباب يمثلون  مختلف الشرائح الاجتماعية، وينشط كل مقدم بلهجته في لوحة تفاعلية، تطبعها التلقائية والعمق  في طرق مختلف المواضيع الشبابية، وتمتد مدته إلى ساعة ونصف.
3. برنامج لقاء المدينة: وهو برنامج محلي جهوي نصف شهري، تتم فيه استضافة السلطات وممثلي المجتمع المدني لمناقشة المواضيع الجوهرية لحياة المواطنين في الولايات الداخلية.[1]

### قنوات موريتانية أخرى
- قناة الوطنية (موريتانيا)
- قناة المرابطون
- قناة الساحل الفضائية